# ミルククラウン (漫画)
『ミルククラウン』シリーズは、水都あくあによる日本の漫画。小学館の漫画雑誌『少女コミック』にて1999年18号から2003年16号にかけて断続的に発表された。「竜宮」という学生寮の住人たちの青春を描いた作品。
2002年および2003年にドラマCD化された。

## 個別タイトルおよび発表時期
- ミルククラウン　『少女コミック』1999年18号〜2000年5号
- ミルククラウンH!(ハイ!)　『少女コミック』2000年10号〜2001年13号
- ミルククラウンにゅう!　『chuchu』2001年『ちゃお』9月増刊、『少女コミック』2001年24号
- ミルククラウン♥rs（ラヴァーズ）　『少女コミック』2002年14号〜2003年16号（ただし2002年21号は休載）、『少女コミック』2003年10月増刊
- ミルククラウンぐるんぐるん　『少女コミック』2002年21号

## キャラクター
立華乙冬（たちばな おと）
主人公。ハニワに変身したり、スライムのように溶けてしまうことが多々あるため、妖怪呼ばわりされる少女。驚くと、「ぬょーっ」など発音できないような悲鳴を上げる。また、考え事に没頭すると無意識のうちに突拍子もない行動に出る癖があるため「天然危険物」のレッテルを貼られたこともある。
五竜神田神（ごりゅうかんだ じん）
竜宮の寮長で極道の息子。やんちゃな性格で喧嘩が強い。サメを飼っていたり家出のために戦車で暴れたりする型破りな人物。
相沢和斗（あいざわ やまと）
大人気アイドルデュオ「IZANAGI」の1人。いたずらが大好きで、「簡単イタズラ100連発♡」などという本を読んでいる。占いが趣味。
凪勇流（なぎ たける）
同じく「IZANAGI」のもう1人。占いにしたがって（男と知らず）和斗に求愛した経緯があり、占い嫌いである。
西園寺迂京（さいおんじ うきょう）
神の恋人候補を自称するオカマ。裁縫の才能があり、オリジナルブランド「GOD」の服を多数製作している。乙冬のヘルパーユニフォーム（メイド服）も迂京が縫製した。
鹿鳴館秋姫（ろくめいかん とき）
神の元許婚。ただし実態は互いに恋愛感情が無い親友であり、形だけの婚約を対外的に偽装しているにすぎない。美人で気さくだが、味覚音痴。
帝雅胡良（たいが うら）
神の幼馴染でありライバル。神とは常に張り合っている。秋姫の恋人だが、可愛い女の子を見ると場所柄も弁えずに口説き始める。
立華倭生（たちばな いせ）
乙冬の弟。血縁関係は無く、姉である乙冬に10年以上片思いしている。嘘をつくと尻尾がでてしまう。神曰く「姐弟揃って妖怪」。
お嬢（おじょう）
竜宮で飼われているサメ。片言だが人語を話せる。

## ドラマCD

### 声の出演
- 立華乙冬：桑島法子
- 五竜神田神：辻谷耕史
- 相沢和斗・ミコト：高山みなみ
- 凪勇流：千葉進歩
- 西園寺迂京：緑川光
- 鹿鳴館秋姫：戸田真衣子
- お嬢・羽月ミチル：白鳥由里
- 帝雅胡良：陶山章央
- 立華倭生：石田彰

## 単行本
- ミルククラウン
  1. 2000年02月発行 ISBN 9784091375964
  2. 2000年05月発行 ISBN 9784091375971
- ミルククラウンH!(ハイ!)　
  1. 2000年09月発行 ISBN 9784091375988
  2. 2000年12月発行 ISBN 9784091375995
  3. 2001年03月発行 ISBN 9784091376008
  4. 2001年06月発行 ISBN 9784091380715
  5. 2001年12月発行 ISBN 9784091380722
- ミルククラウン♥rs（ラヴァーズ）
  1. 2002年12月発行 ISBN 9784091380753
  2. 2003年04月発行 ISBN 9784091380760　
  3. 2003年07月発行 ISBN 9784091380777
  4. 2003年10月発行 ISBN 9784091380784